# Scott Hylands
Scott Hylands (Vancouver, 1943) è un attore canadese.
Ha iniziato la sua carriera debuttando in televisione, raggiungendo l'apice del successo con il ruolo del detective Kevin O'Brien nella serie Night Heat (1985-1989). Tra il 2009 e il 2011, ha fatto parte del cast della serie V, ricoprendo il ruolo di Padre Travis.

## Filmografia parziale

### Cinema
- Minuto per minuto senza respiro (Daddy's Gone A-Hunting), regia di Mark Robson (1969)
- Rosolino Paternò, soldato..., regia di Nanny Loy (1970)
- Ha l'età di mio padre ma l'amo pazzamente (Fools), regia di Tom Gries (1970)
- Terremoto (Earthquake), regia di Mark Robson (1974)
- Amore dolce amore (Bittersweet Love), regia di David Miller (1976)
- I ragazzi della Compagnia C (The Boys in Company C), regia di Sidney J. Furie (1978)
- Caccia selvaggia (Death Hunt), regia di Peter R. Hunt (1981)
- Ghiacci crudeli (Ordeal in the Arctic), regia di Mark Sobel (1993)
- Decoy, regia di Vittorio Rambaldi (1995)
- Ignition - Dieci secondi alla fine (Ignition), regia di Yves Simoneau (2001)
- Pioggia di fuoco (Anna's Storm), regia di Kristoffer Tabori (2007)
- Beyond the Black Rainbow, regia di Panos Cosmatos (2010)
- Knockout, regia di Anne Wheeler (2011)

### Televisione
- Earth II, regia di Tom Gries – film TV (1971)
- Truman Capote: la corruzione il vizio e la violenza (The Glass House), regia di Tom Gries – film TV (1972)
- Griff – serie TV, 1 episodio (1973)
- The Winds of Kitty Hawk, regia di Egbert Warnderink Swackhamer Jr. – film TV (1978)
- Shocktrauma, regia di Eric Till – film TV (1982)
- Night Heat – serie TV, 96 episodi (1985-1989)
- Volo 174: caduta libera (Falling from the Sky: Flight 174), regia di Jorge Montesi – film TV (1995)
- Titanic, regia di Robert Lieberman – miniserie TV (1996)
- V – serie TV, 11 episodi (2009-2011)

## Doppiatori italiani
Nelle versioni in italiano dei suoi lavori, Scott Hylands è stato doppiato da:
- Rino Bolognesi in X-Files, C'era volta
- Stefano Oppedisano in Ignition - Dieci secondi alla fine
- Carlo Reali in Fargo